# 丸山秀也
丸山 秀也（まるやま ひでや、1951年10月18日 - ）は、福岡県出身の俳優。

## 出演作品

### 映画
- マルサの女（1987年） - ラブホテルの社員
- い・ん・び（1987年）

### テレビドラマ
- 誇りの報酬 第23話「潜行して敵を撃て!」（1986年）
- ザ・ハングマンV 第21話「悪徳市長にハングマンが逮捕される!」（1986年）
- 太陽にほえろ! PART2 第8話「ビッグ・ショット」（1986年）
- 火曜サスペンス劇場 原教子の「二泊三日の旅」シリーズ 第2作「豪華サロンカー婚約ツアー殺人事件・蓼科高原女神湖二泊三日の旅」（1987年）
- 六本木ダンディーおみやさん 第8話「秘密を抱いた女刑事が追う拳銃強盗事件」（1987年）
- ゴリラ・警視庁捜査第8班（1989年）
  - 第22話「ある戦場」
  - 第29話「明日に向って走れ」
- 代表取締役刑事（1991年）
  - 第14話「告発の行方」
  - 第25話「明日に向かって撃て!」
- 魔性の女 箱根路に二つの死体（1991年）
- 離婚仕掛け人が走る!（1991年）
- 大江戸捜査網 第2シリーズ
  - 第11話「五万石騒動! にわか若君との哀しき初恋」（1991年）
  - 第21話「江戸城八孔の謎を解け!」（1992年）
- お助け同心が行く! 第9話「幼なじみ」（1993年）